# Santana de Cataguases (kommun)
Santana de Cataguases är en kommun i Brasilien.   Den ligger i delstaten Minas Gerais, i den sydöstra delen av landet, 800 km sydost om huvudstaden Brasília. Antalet invånare är 3 622.
Följande samhällen finns i Santana de Cataguases:
- Santana de Cataguases

Omgivningarna runt Santana de Cataguases är huvudsakligen savann. Runt Santana de Cataguases är det glesbefolkat, med 15 invånare per kvadratkilometer.